# Ara Abrahamian
Ara Abrahamian (ur. 25 lipca 1975 w Giumri) – szwedzki zapaśnik, medalista olimpijski.
Urodził się w Armeńskiej SRR, ale startuje w barwach Szwecji. W swoim olimpijskim debiucie na igrzyskach olimpijskich w Sydney w 2000 zajął szóste miejsce. Na igrzyskach olimpijskich w Atenach w 2004 wywalczył srebrny medal. Cztery lata później na olimpiadzie w Pekinie zajął trzecie miejsce. Po ceremonii wręczenia medali w geście protestu zdjął medal i zostawił go na środku maty zapaśniczej. Szwed oprotestował w ten sposób decyzję sędziów, którzy w półfinale przyznali zwycięstwo późniejszemu mistrzowi olimpijskiemu, Włochowi Andrei Minguzziemu. Decyzją MKOl został pozbawiony medalu.
Abrahamian był także mistrzem świata (2001 i 2002), medalistą tej imprezy oraz mistrzostw Europy. Zdobył trzy medale na mistrzostwach nordyckich w latach 2000 - 2007.
Wujek zapaśnika Sharura Vardanyana.

## Starty olimpijskie
Ateny 2004
- styl klasyczny do 84 kg - srebro

Pekin 2008
- styl klasyczny do 84 kg - brąz (medal odebrany)